# Les Hamptons
Pour les articles homonymes, voir Hampton.

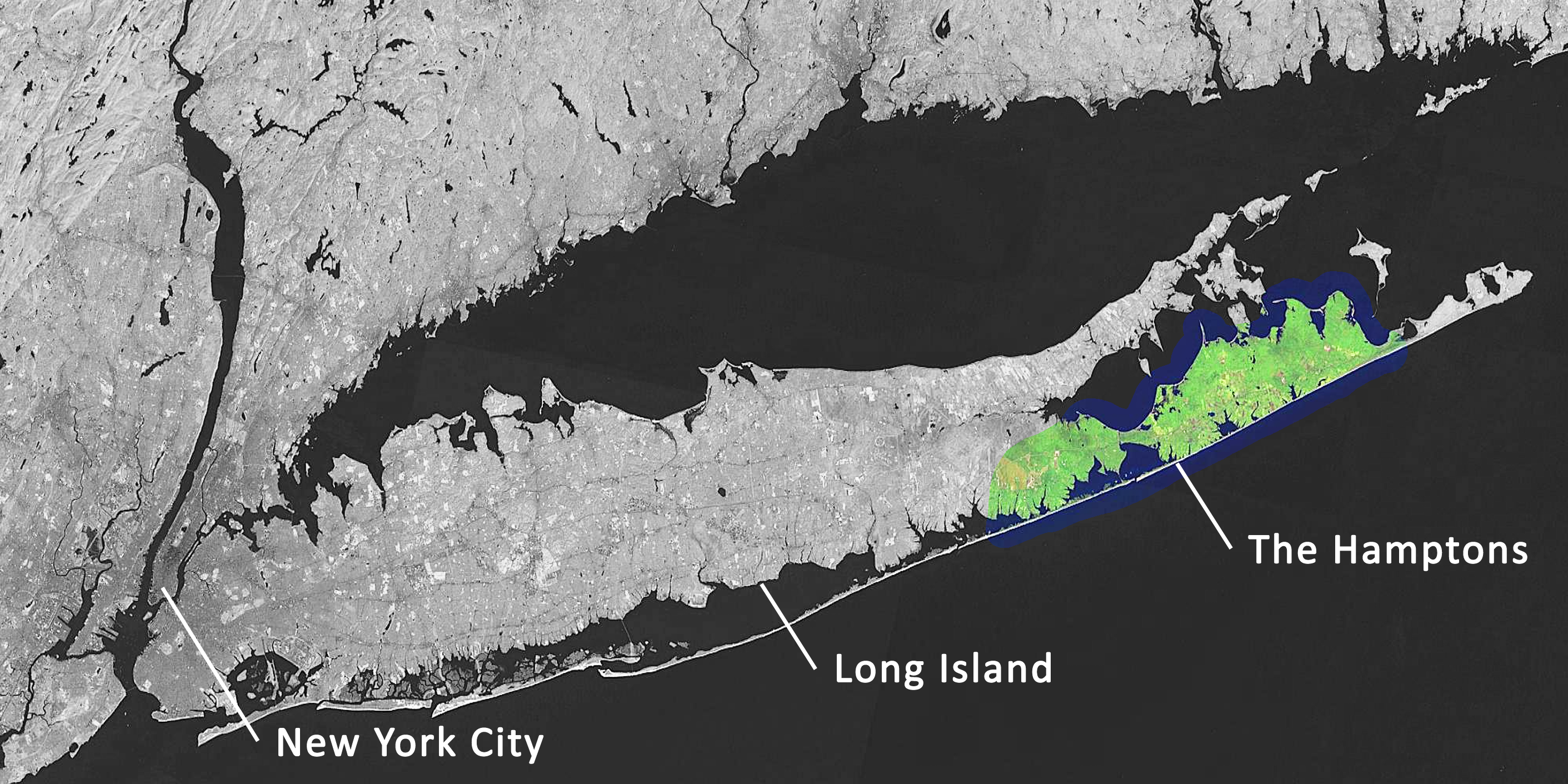
Les Hamptons, sur la South Fork de Long Island.

Les Hamptons forment une région située au nord-est de l'île de Long Island dans l'État de New York (États-Unis), dont la majeure partie se trouve sur la péninsule de South Fork, coincée entre l'océan Atlantique et la Peconic Bay. 
Celle-ci compte plusieurs villes et villages réputés pour être parmi les zones de villégiatures les plus prisées par l'élite américaine et spécialement par celle de New York.

## Historique
Les Hamptons sont une région des États-Unis, une péninsule, composée principalement de villages anciens, de plages, de dunes, avec un total de 45 km de côtes. C'est le lieu de villégiature des New-Yorkais, considéré comme le « rendez-vous balnéaire le plus huppé des États-Unis »,.
Les occupants d'origine des lieux sont les autochtones algonquiens shinnecock. Les premiers colons arrivent d'Angleterre, de Hollande, ou de Pologne et cultivent la pomme de terre,. Au début du XXe siècle, la région est découverte par de grandes familles WASP qui y construisent dans la région de Southampton et East Hampton de grandes villas en bord de mer.
La région est marquée par des peintres célèbres : Edward Hopper s'en inspire. Durant la Seconde Guerre mondiale, de nombreux surréalistes investissent la région. Jackson Pollock et Lee Krasner s'installent tous deux dans une ferme juste après la Guerre. Dans les années 1960, on y voit de Kooning, Mark Rothko, Franz Kline. Roy Lichtenstein installe son atelier à Southampton, aujourd'hui conservé en l'état par sa veuve. 
Dans les années 1980, l'argent de Wall Street, et ses fortunes récentes, renouvelle les vacanciers des Hamptons, les prix de l'immobilier continuent de progresser,.
Après les années 2000, Montauk devient l'endroit « à la mode »,. Petit village de pêcheurs de 4 000 habitants (l'hiver), parfois surnommé « La Fin », celui-ci est connu surtout pour son phare situé à l'extrémité de la péninsule. Le village est apprécié depuis plusieurs décennies par les surfeurs. Mais surtout, c'est en 1972 qu'Andy Warhol et Paul Morrissey achètent une propriété isolée, Eothen, sur les hauteurs de Montauk et s'y installent ensemble. Caroline Lee Radziwill, les Rolling Stones, ou Bianca Jagger parmi d'autres en sont les invités. Dans les années qui vont suivre, la demeure, et Montauk en général, voient passer de nombreux artistes, créateurs, photographes de mode… Après les années 2000, les prix de l'immobilier augmentent, les stars américaines sont omniprésentes l'été.
Certains lieux de tout âge sont particulièrement renommés : le « restaurant branché » le Surf Lodge à Montauk, ainsi que dans le même village l'hôtel Ruschmeyer’s,, le récent hôtel The Montauk Beach House organisé autour de sa piscine centrale, et enfin la plage de Ditch Plains. Outre Montauk, d'autres établissements sont notables : Pierre's un restaurant de Bridgehampton tenu par le français Pierre Weber,,, : le Sunset Beach, sorte de « guinguette » créée juste avant l'an 2000 par un français également, et placée face à la mer, les boutiques de la française Marie Eiffel, ; le vieux et chic golf du Maidstone Club parmi la dizaine de terrains que propose la région ; le Star Boggs restaurant décoré d’œuvres originales de Warhol ; Tate's Bake à Southampton, mélange de salon de thé et de pâtisserie réputé depuis des décennies pour ses cookies. Les Hamptons comptent peu d'hôtels, la tendance est donc d'acheter, très cher, ou de louer.
East Hampton reste l'endroit le plus établi pour les grandes fortunes,, mais également Sagaponack le village le plus cher des États-Unis, ou Southampton avec Meadow Lane surnommée « l'avenue des milliardaires ».
Plusieurs moyens de transport sont utilisés pour se rendre dans cette région : le bus, ou la voiture pour un trajet de plusieurs heures, les routes étant très difficiles à pratiquer depuis New-York, avec les « embouteillages apocalyptiques du week-end » ; le train pour un long trajet également ; l'hydravion pour un vol de quarante-cinq minutes depuis Manhattan, ; l'hélicoptère, qui met New-York - Montauk à quelques dizaines de minutes,.
La saison se déroule globalement de mai à septembre, avec une importance plus forte de mi-juillet à fin août.
Les Hamptons représentent un style de vie, plutôt vintage, et sont devenus un « mythe » de l’Amérique et une représentation de la « socialite life » avec nombre d’événements mondains, fêtes, galas de charité et de philanthropie. Le styliste Ralph Lauren fera son succès sur ce style de vie, inspiré entre autres par le style preppy et l'omniprésence du polo comme sport équestre de cette région.

## Villes et villages
La ville de Southampton inclut :
- Eastport
- West Hampton Dunes (village)
- Remsenburg
- Speonk
- Northampton
- Westhampton
- Riverside
- Westhampton Beach (village)
- Quiogue
- Flanders
- Quogue (village)
- East Quogue
- Hampton Bays
- Shinnecock Hills
- Tuckahoe
- North Sea
- Southampton (village)
- Water Mill
- Noyack
- North Haven
- Bridgehampton
- Sagaponack (village)
- Sag Harbor

La ville d'East Hampton inclut :
- Sag Harbor (partagé avec Southampton)
- Wainscott
- Amagansett
- Montauk